# USAball
USAball (рус. Юэсэйболл / СШАболл / СШАшар / Америкаболл / Америкашар) — один из ключевых персонажей Countryballs.

## Образ
США изображают в чёрных солнцезащитных очках, чтобы показать их «крутость», и наделяют им эгоцентричный характер. Персонаж считает себя «самым крутым, самым демократичным и самым свободным», приносит свою «свободу» везде, где есть нефть. США могут изобразить как персонажа, который не понимает ничего, что происходит за пределами его собственных границ, и который всегда спешит принести «свободы», когда это необходимо. Как отмечает чешский исследователь Онджей Прохазка, культурная модель США подчёркивает независимое «я», основанное на автономии, уникальности и индивидуальных достижениях.
Примером образа персонажа может служить комикс, где изображены постоянные члены Совета Безопасности ООН, Организация Объединённых Наций (UNball) задаёт вопрос: «Как мы решим кризис на Ближнем Востоке?». Чтобы справиться с насущными последствиями ближневосточного кризиса, Великобритания (UKball) предлагает принять «всех его людей» (то есть беженцев и просителей убежища) в Европу. Бразилия (Brazilball) предлагает «научить их [беженцев] ржать» (англ. Let us teaching them, how to HUEHUEHUE). США же предлагает «дать им оружия, чтобы они друг друга поубивали». В итоге предложение, сделанное USAball, было тепло принято, хотя оно вопиющим образом нарушает устав ООН.
После победы Дональда Трампа на президентских выборах страны в 2016 году США также рисовались во время президентства Трампа с его причёской или с красной бейсболкой, однако данная традиция не является общеобязательной.
Что касается родства, то персонаж является «сыном» Великобритании.